# スシ・サンチェス
スシ・サンチェス（Susi Sánchez、1955年3月21日 - ）は、スペイン・バレンシア出身の女優。本名はアスンシオン・サンチェス・アベリャン（Asunción Sánchez Abellán）。

## 経歴
カスティーリャ女王イサベル1世を演じたビセンテ・アランダ監督作『女王フアナ』が映画における代表作である。2013年には『10.000 noches en ninguna parte』でゴヤ賞助演女優賞にノミネートされ、2019年にはラモン・サラサール監督作『日曜日の憂鬱』でゴヤ賞主演女優賞を受賞した。

## フィルモグラフィー
- 2001年 『女王フアナ』
- 2011年 『悲しみのミルク』La teta asustada
- 2012年 『私が、生きる肌』La piel que habito
- 2013年 『アイム・ソー・エキサイテッド!』Los amantes pasajeros（カメオ出演）
- 2015年 『しあわせな人生の選択』Truman
- 2016年 『ジュリエッタ』Julieta
- 2017年 『バサジャウンの影』El guardián invisible
- 2018年 『日曜日の憂鬱』La enfermedad del domingo
- 2019年 『ペイン・アンド・グローリー』Dolor y gloria

## 受賞とノミネート
ゴヤ賞
| 年     | 部門       | 作品                               | 結果       |
| ------ | ---------- | ---------------------------------- | ---------- |
| 2019年 | 主演女優賞 | 『日曜日の憂鬱』                   | 受賞       |
| 2013年 | 助演女優賞 | 『10.000 noches en ninguna parte』 | ノミネート |

スペイン俳優女優協会賞
| 年   | 部門             | 作品                               | 結果       |
| ---- | ---------------- | ---------------------------------- | ---------- |
| 2001 | 映画助演女優賞   | 『女王フアナ』                     | ノミネート |
| 2005 | 演劇助演女優賞   | 『Cara de plata』                  | 受賞       |
| 2007 | 演劇助演女優賞   | 『Mujeres soñaron caballos』       | ノミネート |
| 2011 | 映画助演女優賞   | 『私が、生きる肌』                 | ノミネート |
| 2013 | 映画主演女優賞   | 『10.000 noches en ninguna parte』 | 受賞       |
| 2014 | 演劇助演女優賞   | 『Cuando deje de llover』          | 受賞       |
| 2015 | テレビ助演女優賞 | 『Carlos, rey emperador』          | 受賞       |